# Chaînon Sir Donald
Le chaînon Sir Donald (anglais : Sir Donald Range) est un massif montagneux de la Colombie-Britannique (Canada) situé dans la chaîne Selkirk au sud du col Rogers.

## Toponymie

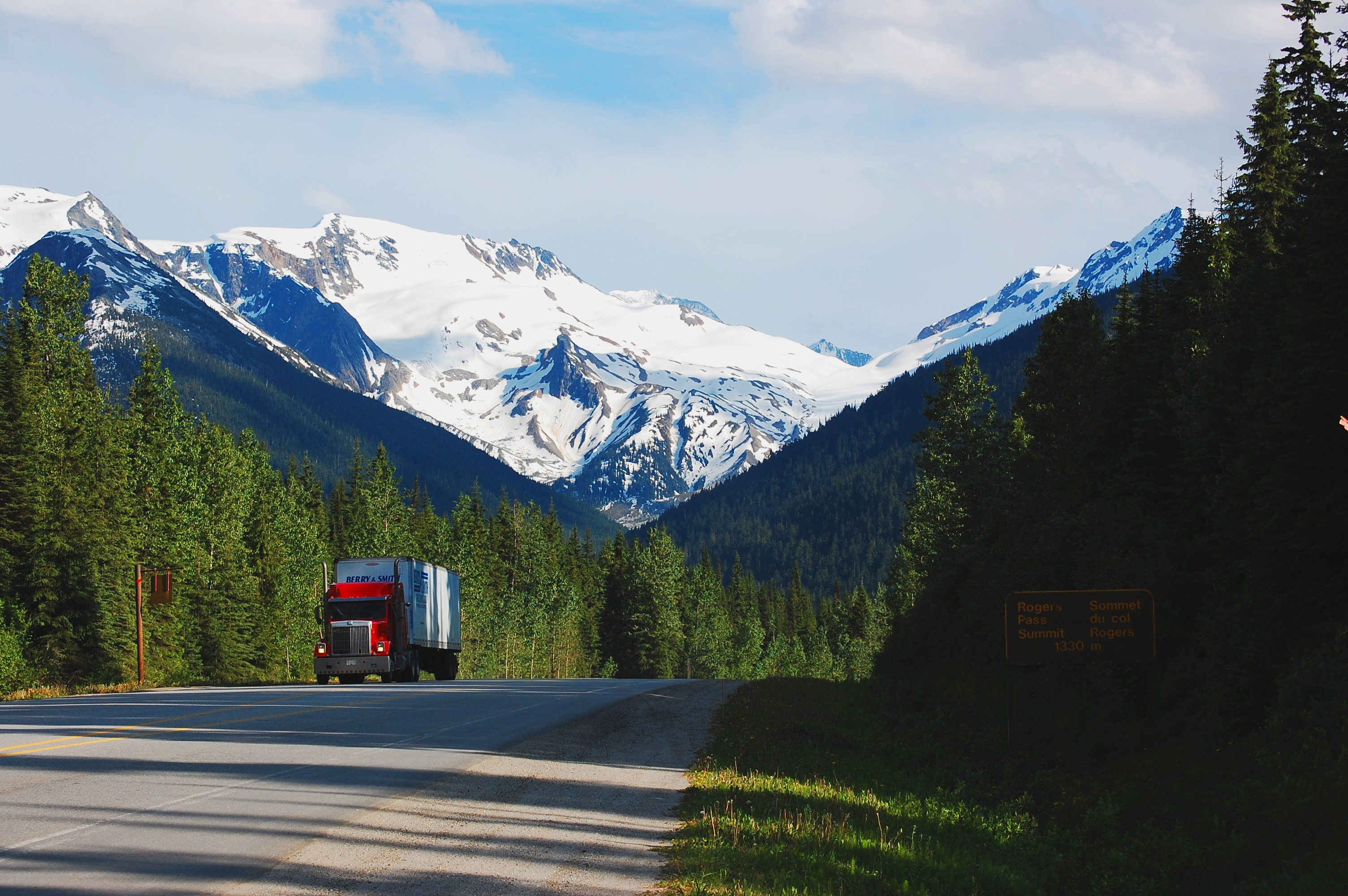
Chaînon Sir Donald vu du col Rogers.

Le nom du massif a été donné par le gouvernement du Canada en 1885 en l'honneur de Sir Donald Alexander Smith (1820-1914), l'un des principaux actionnaires du Canadien Pacifique. Le même nom a été donné au plus haut sommet du massif ainsi qu'à l'un de ses glaciers.